# كريس كولينز (لاعب اللاكروس)
كريس كولينز (بالإنجليزية: Chris Collins)‏ هو لاعب اللاكروس أمريكي، ولد في 12 أبريل 1982.